# Leptodactylus hallowelli
Leptodactylus hallowelli är en groddjursart som först beskrevs av Cope 1862.  Leptodactylus hallowelli ingår i släktet Leptodactylus och familjen tandpaddor. IUCN kategoriserar arten globalt som otillräckligt studerad. Inga underarter finns listade i Catalogue of Life.